# Myzostoma belli
Myzostoma belli is een ringworm uit de familie Myzostomatidae.
Myzostoma belli werd in 1897 voor het eerst wetenschappelijk beschreven door Wheeler.